# Ànec cullerot sud-americà
L'ànec cullerot sud-americà (Spatula platalea) és el un ocell de la família dels anàtids (Anatidae) que habita llacs, aiguamolls i llacunes costaneres d'Amèrica del Sud, a Perú, el Paraguai, sud del Brasil i Uruguai, Argentina i sud de Xile. És proper filogenèticament a l'ànec cullerot d'Europa. Modernament se l'ha inclòs en el gènere Spatula com (S. platalea).